# David Backes
David Backes (ur. 1 maja 1984 w Minneapolis) – amerykański hokeista, reprezentant USA, dwukrotny olimpijczyk.

## Kariera
- Spring Lake Park (1999-2001)
- Lincoln Stars (2001-2003)
- Minnesota State (2003-2006)
- Peoria Rivermen (2006)
- St. Louis Blues (2006-2016)
- Boston Bruins (2016-2020)
- Anaheim Ducks (2020-)

Od 2006 zawodnik zespołu NHL, St. Louis Blues. W listopadzie 2010 przedłużył kontrakt z klubem o pięć lat. Od lipca 2016 zawodnik Boston Bruins, związany pięcioletnim kontraktem. W lutym 2020 przeszedł do Anaheim Ducks. 
Uczestniczył w turniejach mistrzostw świata w 2007, 2008, 2009, zimowych igrzysk olimpijskich 2010, 2014, Pucharu Świata 2016.

## Sukcesy
Reprezentacyjne
- Srebrny medal zimowych igrzysk olimpijskich: 2010

Klubowe
- Clark Cup - mistrzostwo USHL: 2003 z Lincoln Stars
- Mistrzostwo dywizji NHL: 2012 z St. Louis Blues

Indywidualne
- Sezon USHL 2002/2003:
  - Pierwszy skład gwiazd
- Sezon NCAA (WCHA) 2005/2006:
  - Drugi skład gwiazd
- Mistrzostwa Świata w Hokeju na Lodzie 2009/Elita:
  - Jeden z trzech najlepszych zawodników reprezentacji
- Sezon NHL (2010/2011):
  - NHL All-Star Game